# Нижньоудинський район
Нижньоудинський район (рос. Нижнеудинский район) — адміністративно-територіальна одиниця (муніципальний район) Іркутської області Сибірського федерального округу Росії. 
Адміністративний центр - місто Нижньоудинськ.

## Географія
Площа району - близько 50 тис. км². Розташований на заході Іркутської області і межує на заході, південному заході та півдні з Красноярським краєм, Республіками Тива та Бурятія. На півночі район межує з Тайшетським і Чунським, на північному сході - з Братським, на сході - з Тулунським районами області.
Клімат
Клімат району різко континентальний. Температура повітря: мінімальна в січні - -50 °С, максимальна в липні - + 39 °С. Тривалість безморозного періоду - 115-120 днів. Кількість опадів від 220 до 400 мм на рік і залежить від абсолютної висоти. Максимум опадів спостерігається в липні. Висота снігового покриву в долинах змінюється від 25 см до 40 см.

## Населення
Населення - 63 918 осіб (2020 рік). У міських умовах (міста Алзамай і Нижньоудинськ, селища міського типу Атагай, Ук і Шумський) проживають 70,49% населення району.
В межах району знаходиться Тофаларія — місце проживання однієї з найменьш чисельніших етнічних груп у Росії  — тофаларів.